# Lindern (Oldenburg)
Lindern község Németországban, Alsó-Szászországban, a Cloppenburgi járásban. Lakosainak száma 5060 fő (2023. december 31.).

## Földrajza
Lindern Molbergen, Lastrup, Löningen, Werlte és Vrees községekkel határos.